# Lazzaro Mocenigo (sommergibile 1938)
Il Lazzaro Mocenigo è stato un sommergibile della Regia Marina.

## Storia
Fu destinato al II Gruppo Sommergibili con base a Napoli dove venne impiegato per l'addestramento, inizialmente agli ordini del capitano di corvetta Ferruccio Ferrini, dal 1938 al 1940.
Nel giugno 1939 al comando del capitano di corvetta Giulio Chialamberto, effettuò una crociera da Napoli a Vigo per verificare le condizioni dell'attraversamento dello stretto di Gibilterra.
All'inizio della seconda guerra mondiale svolse tre inconclusive missioni offensive (con il capitano di corvetta Vittore Carminati come comandante) in Mediterraneo; se ne decise poi l'invio in Atlantico.
Il 24 novembre 1940 (con un nuovo comandante, il capitano di corvetta Alberto Agostini) lasciò La Spezia e il 30 passò lo stretto di Gibilterra, sprofondando per ben tre volte (le prime due a circa 120 metri e la terza a 137) a causa delle correnti; emerso verso la fine del percorso, dovette tornare sott'acqua per l'avvistamento di due cacciatorpediniere; da lì si diresse nella sua zona d'agguato al largo di Porto. Il 2 dicembre cercò di attaccare un gruppo formato da un incrociatore ausiliario e quattro cacciatorpediniere a 190 miglia da Capo Spartel ma fu bombardato con una quarantina di cariche di profondità, senza però riportare danni. 
Il 21 dicembre individuò il convoglio britannico «OG. 47» da circa 20-25 km e si avvicinò sino a circa 600 metri, lanciando due coppiole di siluri contro altrettanti mercantili: dell'esito del primo lancio – il comandante Agostini ritenne di aver affondato il bersaglio –  non si hanno notizie (forse si trattò di un danneggiamento), mentre gli altri due siluri colpirono il piroscafo svedese Mangen (1253 tsl) che affondò capovolgendosi in breve tempo; il Mocenigo lanciò poi altri due siluri (anche in questo caso l'esito non è noto) e si allontanò senza riportare danni gravi per il bombardamento con cariche di profondità che subì. 
Nel pomeriggio del 22 attaccò il piroscafo britannico Sarastone (2473 tsl) ma dopo la terza salva il cannone di prua si guastò, lasciando così alla nave inglese la possibilità di rispondere al fuoco con le armi di bordo: un proiettile colpì la torretta impedendo di aprire il portello attraverso il quale si entrava nel sommergibile, che contemporaneamente aveva iniziato la manovra d'immersione; due uomini (i marinai Emilio Riccomini ed Antonio Germanio) finirono in mare e annegarono mentre il comandante Agostini si salvò a stento anche perché l'equipaggio aveva fatto riemergere il sommergibile; il Mocenigo aprì poi il fuoco con il cannone di poppa danneggiando il Sarastone che si ritirò, ma perdendo altri due uomini (il capo nocchiere Serafino Sacchi ed il marinaio Vincenzo Napoleone) per un secondo colpo che aveva danneggiato la torretta. Il 26 dicembre il Mocenigo giunse a Bordeaux, sede della base italiana di Betasom.
A inizio marzo 1941 partì da Bordeaux per la seconda missione, da effettuarsi a ovest dell'Irlanda, ed il 9 gli fu segnalato un convoglio, che cercò senza trovare; non s'imbatté in nessuna nave e il 22 marzo intraprese la rotta di rientro.
In maggio fu inviato al largo del Marocco, raggiungendo il proprio settore d'operazioni il 29 maggio; ricevette vari messaggi che gli indicavano convogli in transito nella zona ma, causa errori nelle posizioni, non giunse mai all'avvistamento; il 7 iniziò la navigazione di rientro senza aver affondato nulla.
Il 16 agosto 1941 lasciò Bordeaux per rientrare in Mediterraneo, il 23 passò lo stretto di Gibilterra e cinque giorni più tardi arrivò a La Spezia.
Nel dicembre 1941 svolse una missione di trasporto di 15 tonnellate di provviste e 59 di benzina a Derna, scampando anche a vari attacchi aerei.
Il 14 o il 15 marzo 1942 affondò con un siluro la nave cisterna francese Sainte Marcelle (1518 tsl) a nord di Capo Falcon; la nave stava trasportando rifornimenti per l'Afrika Korps ma il comandante del Mocenigo (che era in quel momento il capitano di corvetta Paolo Monechi) non era stato informato.
Il 20 marzo 1942, alle 15.33, lanciò quattro siluri contro l'antiquata portaerei britannica Argus che stava lanciando aerei destinati a Malta; furono uditi tre scoppi ma la nave non fu colpita. 
Il 18 maggio lanciò tre siluri contro un incrociatore che faceva parte di una formazione formata anche dalle portaerei Eagle e Argus e da sette cacciatorpediniere: furono avvertite le esplosioni dei siluri ma non è stato documentato alcun danneggiamento.

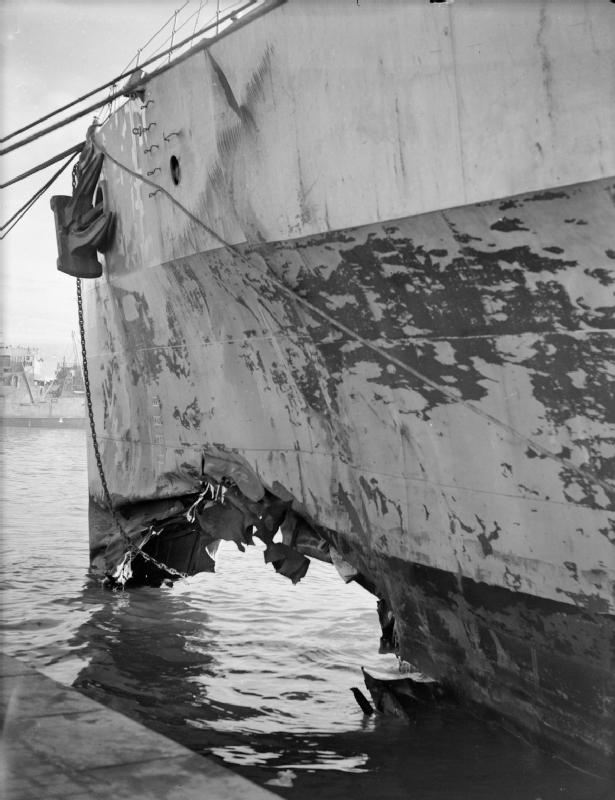
I danni alla prua dellArgonaut dopo il siluramento

Il 19 novembre 1942, nei pressi di Cap de Fer (con il capitano di corvetta Alberto Longhi come nuovo comandante) attaccò un trasporto con quattro siluri, uno dei quali, forse, danneggiò la nave.
Alle 5.56 del 14 dicembre, al largo di Bona, lanciò quattro siluri contro la prima unità di una fila di navi che sembravano cacciatorpediniere classe Tribal: la nave era in realtà l'incrociatore leggero HMS Argonaut, che fu centrato da due siluri a prua e a poppa, con 3 morti e gravissimi danni: la nave rientrò in servizio solo un anno dopo.
Nelle prime ore del 30 gennaio 1943 lanciò quattro siluri, da 1600 metri, contro un convoglio al largo di Capo Carbon, avvertendo alcuni scoppi (non esistono però riscontri di danneggiamenti) e sfuggendo poi ad un forte bombardamento con cariche di profondità.
Il 10 aprile 1943 si trovava a La Maddalena quando la base fu colpita da un pesante bombardamento aereo americano (nel quale fu affondato l'incrociatore pesante Trieste e seriamente danneggiato l'incrociatore pesante Gorizia): fu colpito con vari danni a doppifondi, tubature e casse nafta; un membro dell'equipaggio rimase ucciso, il marinaio Amerigo Boellis, e due furono feriti gravemente.
Fu avviato ai lavori a Castellamare di Stabia e vi rimase per qualche giorno, altre riparazioni minori furono effettuate a Cagliari. Poco più di un mese dopo, alle 14.45 del 13 maggio 1943, mentre si trovava ai lavori a Cagliari, la città fu bombardata da aerei statunitensi: colpito da varie bombe, il Mocenigo affondò con la morte di cinque uomini.
In Mediterraneo aveva svolto 15 missioni offensivo-esplorative e 9 di trasferimento, per un totale di 21.235 miglia di navigazione in superficie e 3733 in immersione.